# Романова, Татьяна Константиновна
Татьяна Константиновна (11 (23) января 1890, Санкт-Петербург — 28 августа 1979, Иерусалим) — русская княжна императорской крови, дочь великого князя Константина Константиновича и великой княгини Елизаветы Маврикиевны, правнучка императора Николая I.

## Биография

### Первый брак

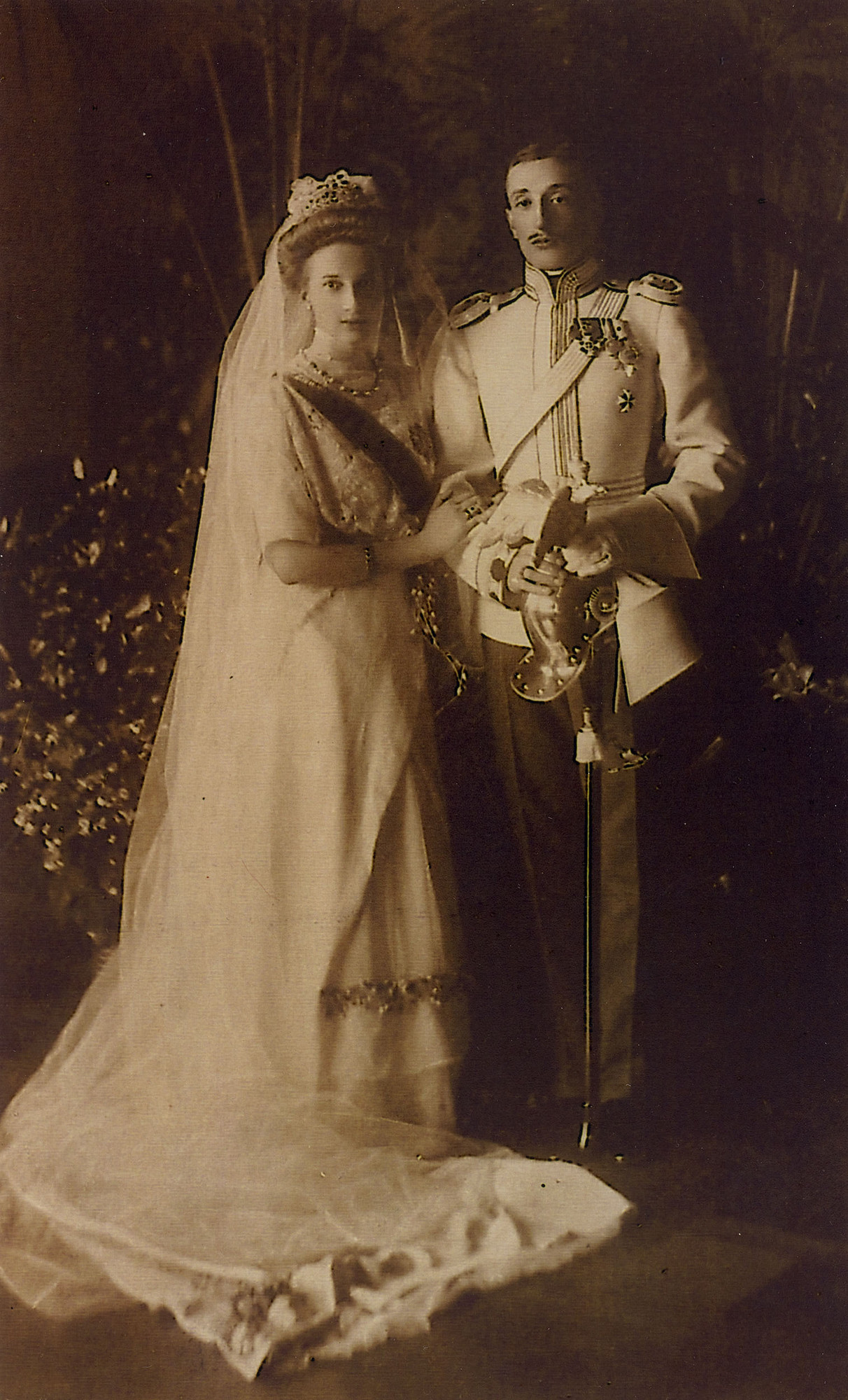
В. К. Татьяна Константиновна с супругом. 1911 г.

В Павловске девятнадцатилетняя княжна познакомилась с корнетом
Кавалергардского полка грузинским князем Константином Багратион-Мухранским. Молодые люди полюбили друг друга и решили пожениться. Однако родители Татьяны были категорически против свадьбы, так как считали Константина не равного происхождения с Татьяной. Багратион-Мухранские — одна из младших ветвей рода Багратионов. Когда Грузия вошла в состав России, Багратионы (Багратион-Мухранские, Багратион-Грузинские, Багратион-Давыдовы и др.) вошли в состав российского дворянства. Они юридически являлись княжескими родами Российской империи, а не владетельными династиями. Константину было приказано покинуть Петербург, а Татьяна Константиновна слегла от горя.
Для решения вопроса о браке Татьяны Константиновны состоялся семейный совет Романовых. В конечном итоге в 1911 году император издал указ, по которому князья и княжны императорской крови могли вступать в нединастические браки, но потомство от них все равно права престолонаследия лишалось. Таким образом, Татьяна Константиновна могла выйти замуж за князя Багратион-Мухранского, но письменно отказалась за себя и своих потомков от прав на престол.
Вскоре молодым людям разрешили встретиться в Крыму, где 1 мая 1911 года в Ореанде, имении «Константиновичей», состоялась помолвка.
24 августа 1911 года (через три дня после свадьбы Иоанна Константиновича и Елены Петровны Сербской) в узком семейном кругу состоялась свадьба Татьяны Константиновны и князя Константина Александровича Багратион-Мухранского (1889—1915), сына князя Александра Михайловича Багратион-Мухранского. В семье родилось двое детей:
- Теймураз (1912—1992), два брака, оба бездетны
- Наталья (1914—1984), жена британского политика и поэта Хепбёрна-Джонстона Чарльза, брак бездетный.

В начале Первой мировой князь Константин ушел на фронт. Сначала Багратион-Мухранский служил в Кавалергардском полку, затем по его просьбе переведен в пехоту(13 Лейб-гренадерский Эриванский полк). Сражаясь на Юго-Западном фронте, 19 мая 1915 года князь Константин был убит под Ярославом у с. Загроды (ныне — Польша). После панихиды в Павловске она выехала на Кавказ на похороны мужа, который был захоронен в старинном грузинском соборе в Мцхете.
Ещё до этого скончался от полученной в атаке раны брат Татьяны — Олег. А когда княгиня приехала на похороны мужа в Мцхету, она узнала и о смерти отца. Постигший её тяжелый удар Татьяна Константиновна приняла с христианским смирением. Потеряв за короткое время сразу трех близких людей, она всю свою любовь отдала детям.

### Второй брак

Татьяна Константиновна с семьей в эмиграции

В 1918 году Татьяна Константиновна сопровождала в Вологду высланного большевиками своего дядю Дмитрия Константиновича. Когда Великого князя перевезли в Петроград и посадили в Дом предварительного заключения, она с детьми поселилась в городе на частной квартире и хлопотала об освобождении дяди. Сама Татьяна Константиновна арестована не была, поскольку формально к Романовым уже не принадлежала. После казни Дмитрия Константиновича, когда стало ясно, что в Петрограде дальше оставаться опасно, она уехала в Киев, ещё не занятый большевиками. В пути её охранял полковник Александр Васильевич Короченцов (1877—1922), адъютант Дмитрия Константиновича. Вскоре они покинули Россию и переехали сначала в Румынию, затем в Швейцарию. 9 ноября 1921 года в Женеве Татьяна Константиновна вышла замуж за полковника Короченцова, который оказал поддержку ей и её детям в столь трудное время. Но буквально через несколько месяцев он умер от дифтерита (6 февраля).

## Последние годы
В 1946 году в Женеве Татьяна Константиновна постриглась в монашество с именем Тамара (в память о царице Тамаре, потомком которой был её первый муж) и переехала на Святую землю, в Вознесенский Елеонский монастырь. В 1951 году стала его настоятельницей. В 1962 году во время посещения Елеонского монастыря главой Российского императорского дома Владимиром Кирилловичем и его супругой Леонидой Георгиевной игумения Тамара (Романова) встречала своих родственников. При игумении Тамаре в Елеонском монастыре была открыта небольшая больница для лечения немощных и престарелых сестёр.
Скончалась в Елеонском монастыре 28 августа 1979 года.